# Christian Ebere
Osinachi Christian Ebere (Estado de Imo, 4 de abril de 1998) es un futbolista nigeriano. Juega de delantero centro o extremo y su equipo actual es el Club Nacional de Football de la Primera División de Uruguay.

## Trayectoria
Comenzó a jugar al fútbol a los 4 años en Nigeria en su escuela, debido a que no hay divisiones juveniles en su país se formó en el club de fútbol de su propia institución educativa, el Taye Football Club.
Tras conseguir la Copa Mundial de Fútbol Sub-17 de 2015 el Sint-Truidense de Bélgica quiso ficharlo, entrenó con el club pero debido a que no llegaron a un acuerdo con su representante no se hizo la operación.
Viajó a Argentina para probarse en las divisiones juveniles del Club Atlético Rosario Central en 2017, tras estar 20 días en un centro de alto rendimiento el club decidió ficharlo. Se convirtió en el primer africano en convertir un gol en un clásico de inferiores rosarino, derrotaron 2-1 a Newell's. Entrenó en la reserva canalla, incluso fue dirigido por Kily González pero una lesión lo apartó de las canchas durante un tiempo y finalmente decidieron no subirlo al primer equipo.
En el año 2019 se incorporó en el Esporte Clube Juventude de Brasil, sería el primero de una serie de equipos que defendió en ese país.
Debido a que no tenía minutos con Juventude fue cedido al Clube Esportivo Lajeadense pero tampoco tuvo oportunidades. En enero de 2020 fue fichado por Futebol Clube Cascavel pero debido a la Pandemia de COVID-19 se quedó sin competir y a mitad de año pasó al Fluminense Futebol Clube.
En febrero de 2021 fue cedido al Clube Atlético Metropolitano, donde finalmente tuvo la posibilidad de tener minutos en el primer equipo. Debutó como profesional el 25 de febrero de 2021, fue titular ante Figueirense en la fecha 1 del Campeonato Catarinense y empataron sin goles. En la fecha 7 convirtió su primer gol oficial, fue en el triunfo 1-3 contra Concordia. Ebere jugó los 11 partidos de la competición, pero finalizaron en última posición y descendieron de categoría.
Se convirtió en el primer futbolista nigeriano en convertir un gol en la Copa de Brasil, defendiendo al Pouso Alegre de Minas Gerais.
El 23 de enero de 2024 se anunció su fichaje por el Club Nacional de Football.

## Selección nacional
Ha sido internacional con la selección de fútbol de Nigeria en las categorías sub-17 y sub-20.
En el año 2014 defendió a Nigeria en la Eliminatoria al Campeonato Africano Sub-17 de 2015 y en el propio Campeonato Africano. Fue parte de la selección que ganó la Copa Mundial de Fútbol Sub-17 de 2015. Compartió plantel con jugadores como Victor Osimhen y Samu Chukwueze.
Posteriormente comenzó el proceso de la selección sub-20 pero no quedó para participar en las competiciones oficiales.

## Estadísticas

### Clubes
Actualizado al último partido citado el 28 de junio de 2025.
| Club                             | Div.          | Temporada     | Liga  | Liga  | Liga   | Estatal | Estatal | Estatal | Copas nacionales | Copas nacionales | Copas nacionales | Copas internacionales | Copas internacionales | Copas internacionales | Total | Total | Total  |
| Club                             | Div.          | Temporada     | Part. | Goles | Asist. | Part.   | Goles   | Asist.  | Part.            | Goles            | Asist.           | Part.                 | Goles                 | Asist.                | Part. | Goles | Asist. |
| -------------------------------- | ------------- | ------------- | ----- | ----- | ------ | ------- | ------- | ------- | ---------------- | ---------------- | ---------------- | --------------------- | --------------------- | --------------------- | ----- | ----- | ------ |
| C. A. Metropolitano · Brasil     | Est.          | 2021          | —     | —     | —      | 11      | 1       | 0       | —                | —                | —                | —                     | —                     | —                     | 11    | 1     | 0      |
| C. A. Metropolitano · Brasil     | Total club    | Total club    | 0     | 0     | 0      | 11      | 1       | 0       | 0                | 0                | 0                | 0                     | 0                     | 0                     | 11    | 1     | 0      |
| Maringá F. C. · Brasil           | Est.          | 2021          | —     | —     | —      | 7       | 2       | 0       | —                | —                | —                | —                     | —                     | —                     | 7     | 2     | 0      |
| Maringá F. C. · Brasil           | Total club    | Total club    | 0     | 0     | 0      | 7       | 2       | 0       | 0                | 0                | 0                | 0                     | 0                     | 0                     | 7     | 2     | 0      |
| Paraná C. · Brasil               | 3.ª           | 2021          | 14    | 3     | 0      | -       | -       | -       | -                | -                | -                | —                     | —                     | —                     | 14    | 3     | 0      |
| Paraná C. · Brasil               | Total club    | Total club    | 14    | 3     | 0      | 0       | 0       | 0       | 0                | 0                | 0                | 0                     | 0                     | 0                     | 14    | 3     | 0      |
| Pouso Alegre F. C. · Brasil      | 4.ª           | 2022          | -     | -     | -      | 11      | 1       | 2       | 2                | 1                | 0                | —                     | —                     | —                     | 13    | 2     | 2      |
| Pouso Alegre F. C. · Brasil      | Total club    | Total club    | 0     | 0     | 0      | 11      | 1       | 2       | 2                | 1                | 0                | 0                     | 0                     | 0                     | 13    | 2     | 2      |
| Vila Nova F. C. · Brasil         | 2.ª           | 2022          | 1     | 0     | 0      | -       | -       | -       | -                | -                | -                | —                     | —                     | —                     | 1     | 0     | 0      |
| Vila Nova F. C. · Brasil         | Total club    | Total club    | 1     | 0     | 0      | 0       | 0       | 0       | 0                | 0                | 0                | 0                     | 0                     | 0                     | 1     | 0     | 0      |
| C. Plaza Colonia de D. · Uruguay | 1.ª           | 2022          | 15    | 2     | 2      | —       | —       | —       | 3                | 0                | 0                | —                     | —                     | —                     | 18    | 2     | 2      |
| C. Plaza Colonia de D. · Uruguay | 1.ª           | 2023          | 35    | 17    | 2      | —       | —       | —       | 0                | 0                | 0                | —                     | —                     | —                     | 35    | 17    | 2      |
| C. Plaza Colonia de D. · Uruguay | Subtotal club | Subtotal club | 50    | 19    | 4      | 0       | 0       | 0       | 3                | 0                | 0                | 0                     | 0                     | 0                     | 53    | 19    | 4      |
| C. Nacional de F. · Uruguay      | 1.ª           | 2023          | -     | -     | -      | —       | —       | —       | 1                | 0                | 0                | -                     | -                     | -                     | 1     | 0     | 0      |
| C. Nacional de F. · Uruguay      | 1.ª           | 2024          | 10    | 2     | 1      | —       | —       | —       | -                | -                | -                | 8                     | 1                     | 0                     | 18    | 3     | 1      |
| C. Nacional de F. · Uruguay      | 1.ª           | 2025          | 0     | 0     | 0      | —       | —       | —       | -                | -                | -                | -                     | -                     | -                     | 0     | 0     | 0      |
| C. Nacional de F. · Uruguay      | Total club    | Total club    | 10    | 2     | 1      | 0       | 0       | 0       | 1                | 0                | 0                | 8                     | 1                     | 0                     | 19    | 3     | 1      |
| C. Plaza Colonia de D. · Uruguay | 1.ª           | 2025          | 22    | 1     | 5      | —       | —       | —       | -                | -                | -                | —                     | —                     | —                     | 6     | 0     | 1      |
| C. Plaza Colonia de D. · Uruguay | Total club    | Total club    | 72    | 20    | 8      | 0       | 0       | 0       | 3                | 0                | 0                | 0                     | 0                     | 0                     | 75    | 20    | 8      |
| Total carrera                    | Total carrera | Total carrera | 97    | 25    | 9      | 29      | 4       | 2       | 6                | 1                | 0                | 8                     | 1                     | 0                     | 140   | 31    | 11     |
| 1. 2.                            |               |               |       |       |        |         |         |         |                  |                  |                  |                       |                       |                       |       |       |        |

### Selección
Actualizado al último partido citado el 8 de noviembre de 2015.
| Selección         | Temporada         | Continental | Continental | Continental | Mundial | Mundial | Mundial | Amistosos | Amistosos | Amistosos | Total | Total | Total  |
| Selección         | Temporada         | Part.       | Goles       | Asist.      | Part.   | Goles   | Asist.  | Part.     | Goles     | Asist.    | Part. | Goles | Asist. |
| ----------------- | ----------------- | ----------- | ----------- | ----------- | ------- | ------- | ------- | --------- | --------- | --------- | ----- | ----- | ------ |
| Sub-17 Nigeria    | 2014              | 4           | 1           | 0           | -       | -       | -       | ?         | ?         | ?         | 4     | 1     | 0      |
| Sub-17 Nigeria    | 2015              | 1           | 0           | 0           | 5       | 1       | 0       | ?         | ?         | ?         | 6     | 1     | 0      |
| Sub-17 Nigeria    | Total sel.        | 5           | 1           | 0           | 5       | 1       | 0       | 0         | 0         | 0         | 10    | 2     | 0      |
| Total selecciones | Total selecciones | 5           | 1           | 0           | 5       | 1       | 0       | 0         | 0         | 0         | 10    | 2     | 0      |
| 1. 2.             |                   |             |             |             |         |         |         |           |           |           |       |       |        |

## Palmarés

### Títulos internacionales
| Título                        | Equipo                         | País  | Año  |
| ----------------------------- | ------------------------------ | ----- | ---- |
| Copa Mundial de Fútbol Sub-17 | Selección de fútbol de Nigeria | Chile | 2015 |

### Títulos nacionales
| Título            | Equipo            | País    | Año  |
| ----------------- | ----------------- | ------- | ---- |
| Torneo Intermedio | C. Nacional de F. | Uruguay | 2024 |

### Distinciones individuales
| Distinción                                    | Año  |
| --------------------------------------------- | ---- |
| Premios AUF - Equipo ideal del mes (marzo)    | 2023 |
| Premios AUF - Mejor gol del mes (marzo)       | 2023 |
| Premios AUF - Mejor gol del año (nominado)    | 2023 |
| Premios AUF - Equipo ideal del año (nominado) | 2023 |